# Vodomilové
Vodomilové, také Ladislav Vodička a Vodomilové byla česká country skupina věnující se hlavně moderní country. Původně se skupina nazývala Truckers, později se přejmenovala na Rodeo. Po příchodu Ladislava Vodičky skupina přijala název Ladislav Vodička a Vodomilové. Texty písní psali Jiří Bureš a Michal Bukovič.

## Členové
- Jiří Bureš – kytara
- Mirek Hrdý – kytara
- Otto Matanelli – zpěv
- Ivanka Kazdová – zpěv
- Zdeněk Šmitmajer – kytara
- Milan Šmitmajer – bicí
- Láda Moll – steelkytara
- Tony Formandl – piano
- Petr Rajteman – bicí (pouze členem skupiny Truckers a Rodeo)
- Láda Hanzlík – steelkytara (pouze členem skupiny Truckers a Rodeo)
- Pepa Ráček – baskytara (pouze členem skupiny Truckers)

## Televize
- Hrají a zpívají Vodomilové – (režie Jan Bonaventura 1972)

## Gramofonové desky
- Indianská dívka – Panton 1972
- Koukej mě sevřít honem v naručí – Panton 1972
- Dívka z hor – Panton 1972
- Příroda je příroda – Panton 1972
- Statečný strojvůdce – Panton 1972